# Immeuble du restaurant Yar

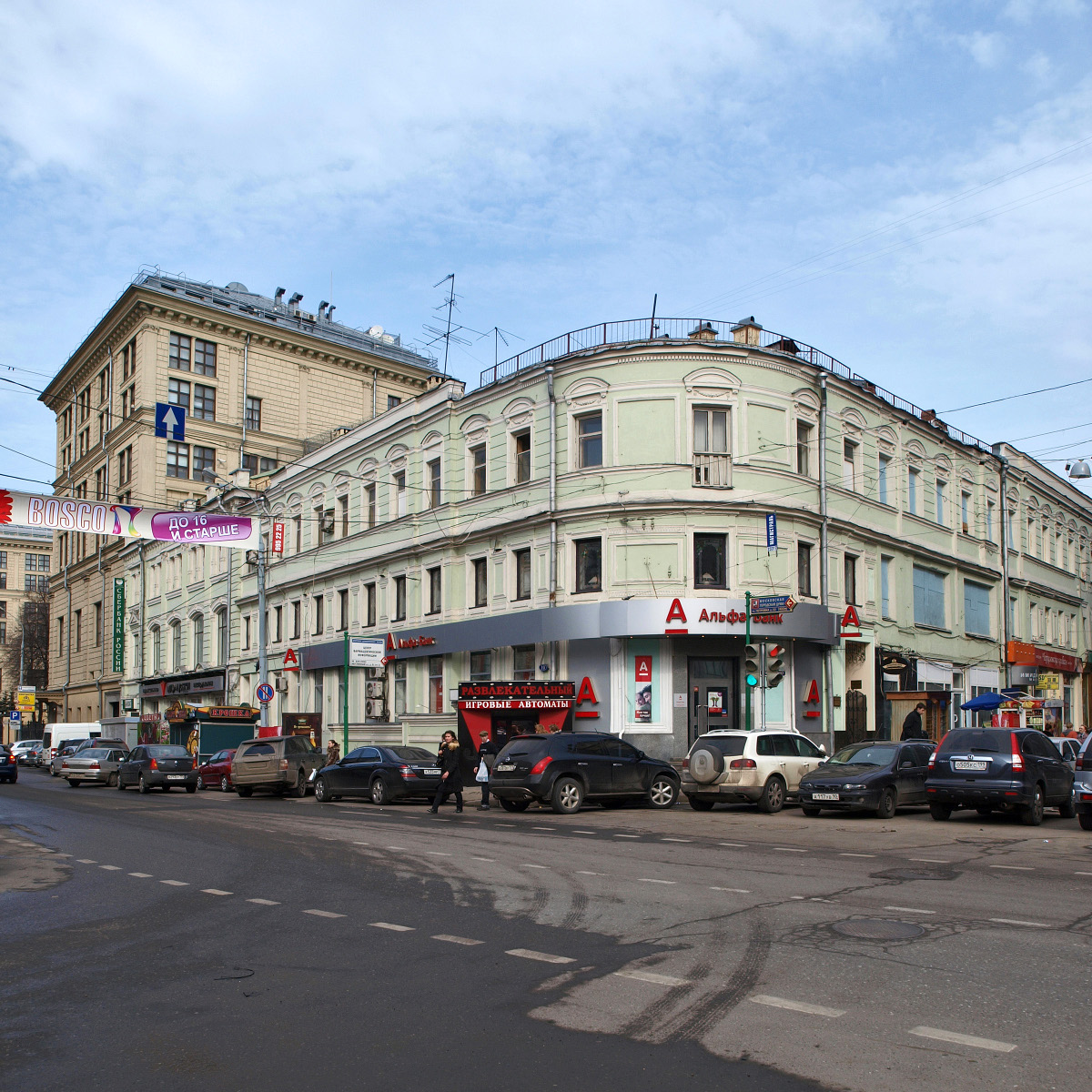
Vue de l'immeuble en 2009.

L'immeuble de l'hôtel-restaurant Yar (Здание гостиницы и ресторана «Яр») est un bâtiment historique du centre de Moscou situé derrière le théâtre Bolchoï, au coin de la rue du Pont des Forgerons (Kouznetski Most) et de la rue Neglinnaïa. C'est en 1826 qu'y a été ouvert le fameux hôtel-restaurant Yar qui était fréquenté par Alexandre Pouchkine et d'autres figures de la culture russe. Ensuite l'immeuble a appartenu aux frères Tretiakov qui l'on fait agrandir par l'architecte Alexandre Kaminski. L'immeuble fait partie du patrimoine protégé de la ville.

## Historique
L'emplacement faisait partie de terrains appartenant aux familles Wolynski, puis Vorontsov et Beketov. Au début du XIXe siècle, le côté donnant sur le Pont des Forgerons a été divisé en trois parties et vendu à différents acheteurs dont le marchand Joseph Sharp. Ensuite le chancelier du sénat L. Chavannes fait construire en 1823 un immeuble à un étage supérieur et trois ans plus tard le Français Tranquille Yard y ouvre un hôtel et un restaurant de cuisine française baptisé « Yar ». Pouchkine y vint dîner, notamment le 27 janvier 1831 en compagnie de Baratynski, du prince Wiazemsky et de Iazykov pour rappeler le souvenir de la mort du poète Anton Delvig. Tolstoï évoque aussi le restaurant dans sa nouvelle Jeunesse et Tourgueniev dans La Malheureuse.
Le prince P. A. Galitsyne, décembriste, est descendu à l'hôtel, ainsi que les poètes Satine et Ogariov. ce dernier y a reçu en 1846 la visite d'Alexandre Herzen et de Timofeï Granovski. Au milieu des années 1830, le restaurant Yar déménage rue Petrovka (au numéro 5, disparu), puis au parc du palais Petrovski. Ensuite l'immeuble accueille le restaurant Bourdieu, fameux aussi pour sa cuisine française. Des magasins s'y installent, comme le magasin français de couture et d'étoffes, à l'enseigne À la ville de Lyon, la parfumerie Buns, la librairie Gauthier (fréquentée par Tolstoï). Il y avait dans l'immeuble six ateliers de couture français dont les vitrines à la mode étaient fameuses auprès des Moscovites: Lebourg, Georges Franck, Latreille, Maigron, Bolus, Marie Armand et Le Montagne. Ce dernier magasin appartenait au Français Demonssy et Jeannette Pauline Goebl (1800-1876) y travailla comme modiste. Elle épousa plus tard le décembriste Ivan Annenkov (1802-1878).

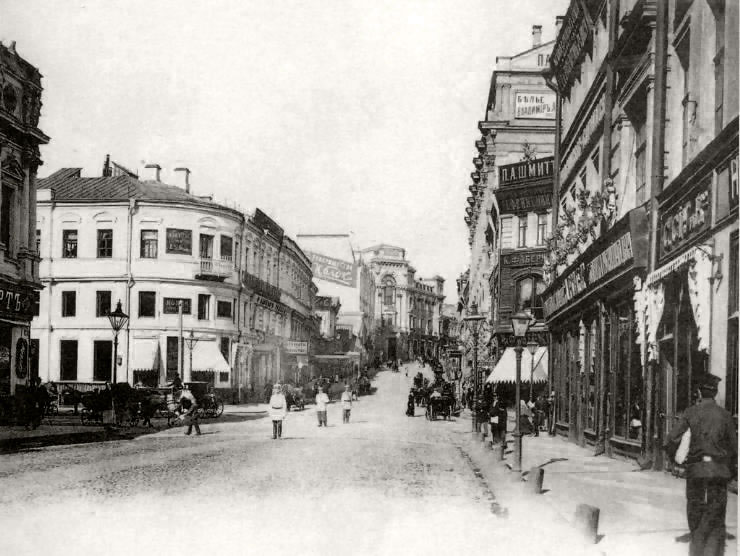
Vue de la rue du Pont des Forgerons en 1902. L'immeuble est à gauche.

À la fin des années 1850, l'immeuble appartient au cornette Boudakov et plus tard il est surélevé d'un second étage. La fameuse librairie avec bibliothèque Wolff y ouvre en 1865.
Au milieu des années 1870, l'immeuble appartient aux frères Tretiakov, Pavel (1832-1898) (fondateur du musée du même nom) et Sergueï (1834-1892) qui le font aménager du côté de la rue Neglinnaïa, selon les plans de l'architecte Kaminski (leur beau-frère). Les travaux sont terminés en 1878, selon son aspect actuel avec deux entrées, l'une donnant sur la rue du Pont des Forgerons (numéro 9/10) et l'autre sur la rue Neglinnaïa (numéro 10/9). La façade est décorée d'ornements néoclassiques.
Du temps des Tretiakov l'immeuble de rapport abrite le magasin d'éditions musicales de Peter Jurgenson (l'éditeur de Tchaïkovsky), le magasin de porcelaine « Compagnie des frères Kornilov » le magasin d'instruments de musique « P. et A. Diederichs frères », la librairie Souvorine, un atelier de daguerréotypes et l'atelier de photographie « Scherrer Habholz et compagnie », ainsi que la rédaction de La Revue photographique.
L'aile droite à deux étages est terminée en 1882. On y trouve le magasin de mode de D. Shanks et encore à l'aube de la Première Guerre mondiale, la fameuse pâtisserie « Albert », célèbre pour ses biscuits. Tous les magasins ferment après la Révolution d'Octobre qui supprime le droit de propriété privée au printemps 1918.
Du temps de l'URSS diverses administrations s'y installent, comme la banque coopérative soviétique, et aussi la rédaction du journal Théâtre et un magasin de conserves au rez-de-chaussée, et dans les années 1950 une blanchisserie, à l'emplacement actuel de l'Alfa Bank. En 1961, la partie droite de l'immeuble accueille une filiale du Tsoum, le magasin d'État « Svetlana ». Récemment on y trouvait les boutiques d'Alexander McQueen, Lanvin et Stella McCartney, mais elles ont été vendues en 2009 pour y ouvrir un magasin Zara.

## Source
- (ru) Cet article est partiellement ou en totalité issu de l’article de Wikipédia en russe intitulé « Здание гостиницы и ресторана «Яр» » (voir la liste des auteurs).